# Sascha Bigalke
Sascha Bigalke (Berlin, 1990. január 8. –) német labdarúgó, középpályás. Jelenleg az Unterhaching játékosa.

## Karrier
Bigalke a profi karrierjét a  Herthában kezdte, 2008. július 31-én mutatkozott be a 2008–2009-es UEFA-kupa első selejtezőkörének második mérkőzésén az FC Nistru Otaci ellen. 2011 januárjában közel állt ahhoz, hogy az Arminia Bielefeld csapatába igazoljon, de az átigazolás előtt eltörte a lábát így a transzfer nem jöhetett létre. Mivel a Herthában csak egyszer léphetett pályára így 2011 júliusában eligazolt az Unterhaching csapatába. Itt kulcs játékos volt 45 mérkőzésen 9 gólt és 12 gólpasszt ért el. 2012 augusztusában az 1. FC Köln csapatába igazolt. Első szezonjában 16 mérkőzésen lépett pályára, ebből 8 mérkőzésen kezdőként. A 2013/14-es szezon elején egy felkészülési mérkőzésen súlyos sérülést szenvedett az SF Troisdorf csapata ellen. Majdnen az egész szezon ki kellett hagynia. 2014 júliusában biztossá vált, hogy az 1. FC Köln rá és négy másik játékosra nem tart igényt, így a szerződését felbontották. 2014 augusztusában visszakerült régi csapatához az Unterhachinghoz ingyen.

## Külső hivatkozások
- Ismertetője a transfermarkt.de honlapján